# Juan de Cepa
Juan Cepa o Juan de Cepa (Descargamaría, Cáceres, década de 1520 — Málaga, antes del 3 de octubre de 1576) fue un compositor español del siglo XVI del que no hay mucha información.

## Biografía
No se conoce la fecha exacta de su nacimiento, pero se ha deducido la década del hecho de que en 1532 fuese infantillo en la Catedral de Ciudad Rodrigo (Salamanca). Tuvo como maestro a Diego Bujel I y se puede considerar dentro de la escuela musical que creó el primer maestro de capilla mirobrigense, Giraldin Bucher.
No hay más noticias hasta su aparición en la capilla del duques de Calabria en Valencia, aunque no está clara su posición, quizás cantor, quizás maestro de capilla. Esto se conoce gracias al Opera Omnia, que indica que Cepa cobró 150 ducados, más del doble que Bartolomé Cárceres, uno de los grandes músicos con los que se relacionó Cepa. Se sabe que también se relacionó con los músicos Mateo Flecha «El viejo» y Pedro de Pastrana. En 1550, año de la muerte del Duque, Fernando de Aragón, ya era con seguridad maestro de capilla, habiendo accedido al cargo en la Catedral de Ciudad Rodrigo a su maestro hacia 1542. Probablemente fuese entonces cuando compuso Soleta y verge, sobre un estribillo de Bartolomé Cárceres.
Cepa continuaba al servicio de doña Mencía de Mendoza, viuda de Fernando de Aragón, cuando en 1552 fue nombrado maestro de capilla de la Catedral de Badajoz. A pesar de que representaba una subida del sueldo de 100 ducados, nunca llegó a ocupar el puesto. En 1553 se apuntó a las oposiciones de maestro de capilla de Toledo, pero no llegó a presentarse. El 24 de diciembre de 1554, tras la muerte de la duquesa, obtuvo la posición de maestro de capilla en la catedral de Málaga, donde se le tuvo en gran estima.
Fue sucedido en su posición en la catedral de Málaga por Pedro Periáñez.